# Yūsuke Iseya
Yūsuke Iseya (jap. 伊勢谷 友介 Iseya Yūsuke; ur. 29 maja 1976) – japoński aktor, reżyser, artysta i biznesmen.
Swoją karierę rozpoczął jako model podczas studiów na Tokijskim Uniwersytecie Sztuki.

## Filmografia

### TV Dramy
- Shirasu Jirō (2009) jako Jirō Shirasu
- Ryōmaden (2010) jako Shinsaku Takasugi
- One no kanata ni -Chichi to musuko no nikkōki tsuiraku jikō- (2012)
- Kuruma isu de boku wa sora wo tobu (2012)
- Onna Nobunaga (2013) jako Hashiba Hideyoshi
- Hana moyu (2015) jako Yoshida Shōin

### Filmy
- Wonderful Life (1999) jako Yūsuke Iseya
- Kinpatsu no sogen (2000) jako Ayumu Nippori
- Harmful Insect (2001)
- Distance (2001) jako Masaru
- Yomigaeri (2002) jako Shunsuke
- Tsuki ni shizumu (2002) jako Keisuke Himuro
- Dead End Run (2002)
- Kakuto (2003) jako Ryo
- Casshern (2004) jako Tetsuya Azuma / Casshern
- Yuki ni negau koto (2005) jako Manabu Yazaki
- The Passenger (2005) Kohji
- Żywot Matsuko (2006) jako Yōichi Ryū
- Deguchi no nai umi (2006) jako Katsuya Kita
- Warau Michael (2006) jako Kazuomi Shijō
- Hachimitsu to Clover (2006) jako Morita
- Tekkonkinkreet (2006) jako Kimura (głos)
- Closed Note (2007) jako Ryū Ishitobi
- Sukiyaki Western Django (2007) jako Yoshitsune Minamoto
- Densen uta (2007) jako Taichi
- Sidecar ni inu (2007) jako klient Kaoru
- Zukan ni nottenai mushi (2007) jako Na
- Miasto ślepców (2008) jako Pierwszy niewidomy
- 13 zabójców (2010) jako Kōyata Kiga
- Ningen shikkaku (2010) jako Masao Horiki
- Ashita no Joe (2011) jako Tōru Rikiishi
- Kaiji 2 (2011) jako Seiya Ichijō
- Yume uru futari (2012)
- Kibō no kuni (2012) jako Tanigawa
- The Tenor - Lirico Spinto (2012) jako Kōji Sawada
- Rikyū ni tazuneyo (2013)
- Kiyosu kaigi (2013) jako Nobukane Oda
- Rurōni Kenshin: Kyōto taika-hen (2014) jako Aoshi Shinomori
- Rurōni Kenshin: Densetsu no saigo-hen (2014) jako Aoshi Shinomori
- Ten no Chasuke (2015) jako Hikomura
- Joker Game (2015) jako Yûki
- Shinjuku Swan (2015) jako Mako
- JoJo no kimyō na bōken: Diamond wa kudakenai dai-isshō (2017) jako Jōtarō Kūjō
- Rurōni Kenshin: Saishūshō – The Final (2021) jako Aoshi Shinomori

## Nagrody i nominacje
Źródło: IMDb
| Rok  | Nagroda                               | Kategoria                                           | Wynik     |
| ---- | ------------------------------------- | --------------------------------------------------- | --------- |
| 2001 | Japanese Professional Movie Award     | Najlepszy nowy aktor (Kinpatsu no sōgen - 2000)     | Wygrana   |
| 2002 | Tokyo FILMeX                          | Grand Prize (Kakuto - 2002)                         | Nominacja |
| 2003 | Jeonju Film Festival                  | Woosuk Award - Asian New Comers (Kakuto - 2002)     | Nominacja |
| 2003 | Rotterdam International Film Festival | Tiger Award (Kakuto - 2002)                         | Nominacja |
| 2012 | Award of the Japanese Academy         | Najlepszy aktor drugoplanowy (Ashita no Joe - 2011) | Nominacja |